# Janusz Pazder
Janusz Franciszek Pazder (ur. 1954) – historyk sztuki i znawca dziejów Poznania. Prezes poznańskiego oddziału Stowarzyszenia Historyków Sztuki, pracownik w Centrum Kultury Zamek. W latach 1990-94 i 1994-98 członek Rady Miasta Poznania. 
Autor i współautor licznych artykułów i książek dotyczących historii i dziejów Poznania.

## Wybór publikacji
- O poznańskich pomnikach po 1918 roku, w: Kronika Miasta Poznania, nr 2/2001, Wydawnictwo Miejskie, Poznań, 2001, s.50, ISSN 0137-3552
- Poznań Najkrócej - Przewodnik Turystyczny - Wydawnictwo Miejskie, Poznań 2006.
- (pod jego redakcją) Praca zbiorowa, Atlas architektury Poznania, Wydawnictwo Miejskie, Poznań, 2008, s.267, ISBN 978-83-7503-058-7
- Zamek cesarski - Wyd. Księgarnia św. Wojciecha, Poznań 2010, ISBN 978-83-7516-297-4
- Poznań. Przewodnik po Zabytkach i Historii - Wydawnictwo Miejskie, Poznań 2010
- razem z Pałat Zenon, Poznań dzielnica Zamkowa - przewodnik, Wydawnictwo Miejskie Posnania, 2012, ISBN 978-83-7768-001-8